# فن‌ایر

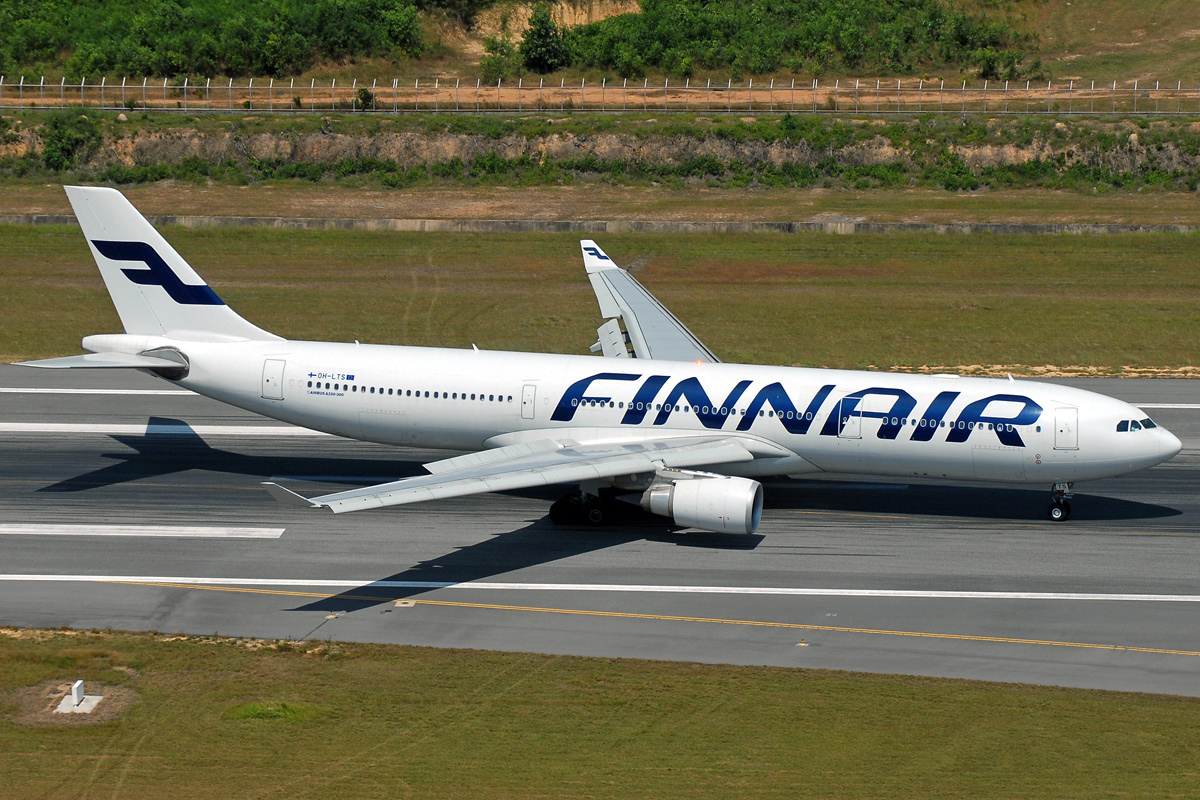
هواپیمای ایرباس ای۳۳۰ متعلق به فن‌ایر، در فرودگاه بین‌المللی فاکت، تایلند

فن‌ایر یا فین‌ایر (به فنلاندی: Finnair) شرکت هواپیمایی حامل پرچم فنلاندی است، که در رتبه پنجم از قدیمی‌ترین خطوط هوایی جهان، قرار دارد و به‌عنوان بزرگترین شرکت هواپیمایی این کشور، شناخته می‌شود.
شرکت فن‌ایر در سال ۱۹۲۳ راه‌اندازی شد و در حال حاضر روزانه به ۶۰ شهر بزرگ اروپا و ۱۵ مقصد در آسیا به صورت مستقیم خدمات انتقال مسافر را ارائه می‌نماید. شمار کارکنان این شرکت در سال ۲۰۱۲ معادل ۶٫۷۸۴ نفر اعلام شد، که در این سال، بیش از ۸٫۸ میلیون مسافر را منتقل نموده‌است.
دفتر مرکزی این شرکت در شهر وانتا، فنلاند قرار دارد و از فرودگاه هلسینکی به‌عنوان قطب شرکت هواپیمایی خود استفاده می‌نماید.
دولت فنلاند با در اختیار داشتن ۵۵٫۸٪ درصد از سهام شرکت فن‌ایر، مالک اصلی آن محسوب می‌شود و از طریق شرکت دولتی گروه فن‌ایر بر این شرکت مدیریت می‌کند. این شرکت در حال حاضر در ناوگان هوایی خود، دارای ۴۵ فروند هواپیمای مسافربری می‌باشد و هم‌اکنون یکی از ایمن‌ترین شرکت‌های هواپیمایی جهان به‌شمار می‌آید، که از سال ۱۹۶۳ تاکنون هیچگونه نقص فنی، سانحه یا مشکلی در برنامه پرواز هواپیماهایش اعلام نشده‌است. سهام این شرکت در بازار بورس اوراق بهادار هلسینکی معامله می‌شود.